# Йокутс

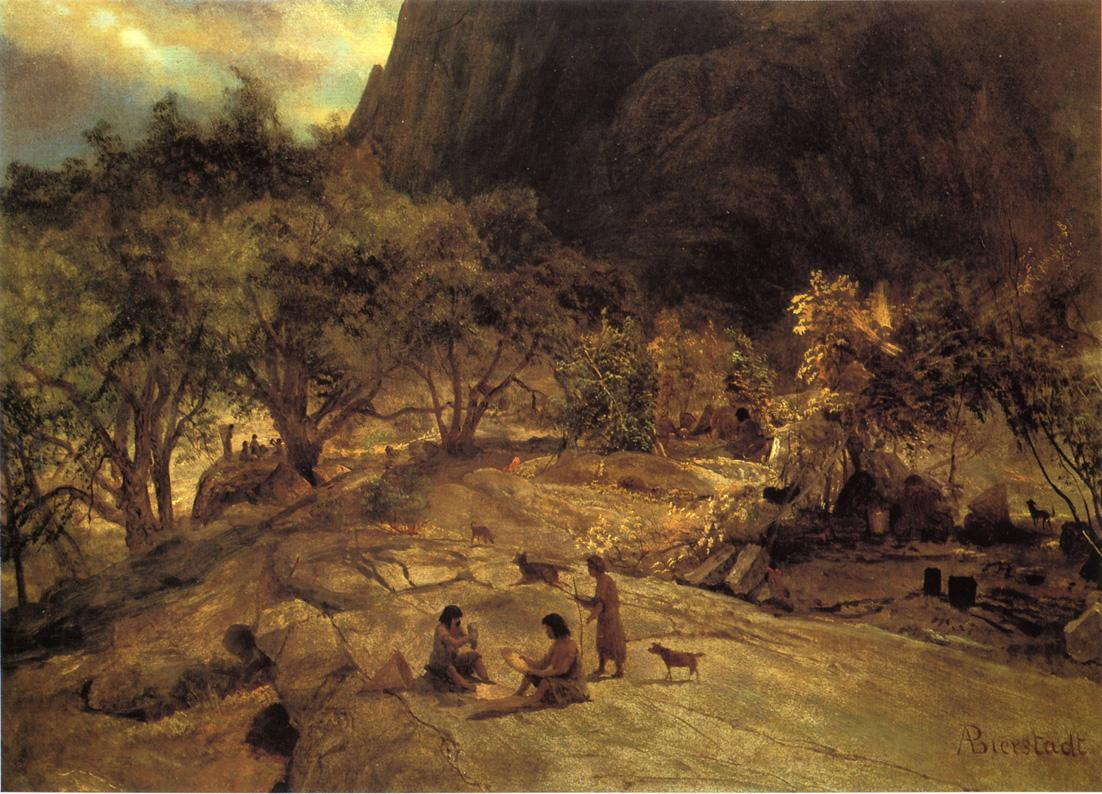
Стоянка йокутов в Йосемитской долине. Художник Альберт Бирштадт, ок. 1872 г.

Йоку́тс (англ. Yokuts), ранее известные как марипосанцы (англ. Mariposan) — индейский народ, проживающий в центральной части штата Калифорния вдали от морского побережья.

## Область проживания
Йокутские племена проживали в долине Сан-Хоакин от дельты реки Сан-Хоакин и на юг до будущего города Бейкерсфилд в штате Калифорния, а также на восток до предгорий Сьерра-Невады. На северо-западе области их обитания некоторые йокутские племена обитали в Прибрежном горном массиве. Возможно, йокутс также занимали долину Карризо (en:Carrizo Plain), и именно они создали петроглифы в области Расписных скал (en:Painted Rock).

## Демография
Альфред Крёбер в работе 1925 г. оценивал численность йокутс на 1770 г. в 18 000. Некоторые последующие исследователи предполагали, что их число могло быть существенно выше; Хайзер и Эльзассер  допускали численность в 70 000 человек.
Численность предгорных йокутс снизилась более чем в 10 раз в период 1850–1900 гг. В настоящее время ещё существуют малочисленные племена долинных йокутс, среди которых наиболее крупным племенем является тачи. Лишь немногие йокутские племена признаны на федеральном уровне.
По состоянию на 1910 г. Альфред Крёбер оценивал численность йокутс в 600 человек.
Йокутс торговали с другими индейскими племенами Калифорнии, в том числе и с чумашами, обитавшими на побережье центральной Калифорнии, с которыми они обменивались животными и растительными продуктами.

## Состав
До прибытия европейцев йокутс состояли примерно из 60 отдельных племён, говоривших на общем языке. Часть современных йокутс отвергают название Yokuts как экзоним, изобретённый англоговорящими поселенцами и историками, предпочитая относить себя к одному из конкретных племён. Йокутс условно делятся на йокутс предгорий и йокутс долины.
Йокутс состоят из следующих племён:
- кассон
- чойнимни
- чукчанси
- тачи
- викчамни[8]

## Известные йокутс
- Эстанислао — en:Estanislao